# (10599) 1996 TK15
(10599) 1996 TK15 est un astéroïde de la ceinture principale d'astéroïdes découvert en 1996.

## Description
(10599) 1996 TK15 a été découvert le 9 octobre 1996 à Kushiro (Japon) par Seiji Ueda et Hiroshi Kaneda.

### Caractéristiques orbitales
L'orbite de cet astéroïde est caractérisée par un demi-grand axe de 2,62 ua, un périhélie de 2,12 ua, une excentricité de 0,19 et une inclinaison de 13,44° par rapport à l'écliptique. Du fait de ces caractéristiques, à savoir un demi-grand axe compris entre 2 et 3,2 ua et un périhélie supérieur à 1,666 ua, il est classé, selon la JPL Small-Body Database, comme objet de la ceinture principale d'astéroïdes.

### Caractéristiques physiques
(10599) 1996 TK15 a une magnitude absolue (H) de 14,1 et un albédo estimé à 0,094.